# En typisk svensk sommar
En typisk svensk sommar var ett humorprogram i Sveriges Radio P4. Det sändes under lördagskvällar med start 21 juli 2008.
Ramhandlingen är att fyra personer sitter i en lägenhet och funderar eventuellt på att gå ut. Detta möts av vissa hinder, främst från personerna själva.
Situationen i lägenheten varvas med sketcher, ett upplägg man tagit från Deluxe.

## Medverkande
- Pontus Enhörning
- Jörgen Lötgård
- Sara Young
- "Tulle"